# 92 Samodzielna Kompania Czołgów Rozpoznawczych

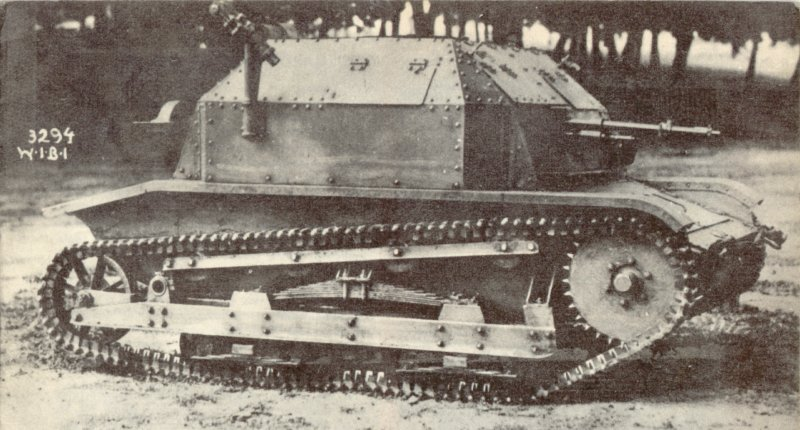
czołg TK-3 – czołg podstawowy kompanii

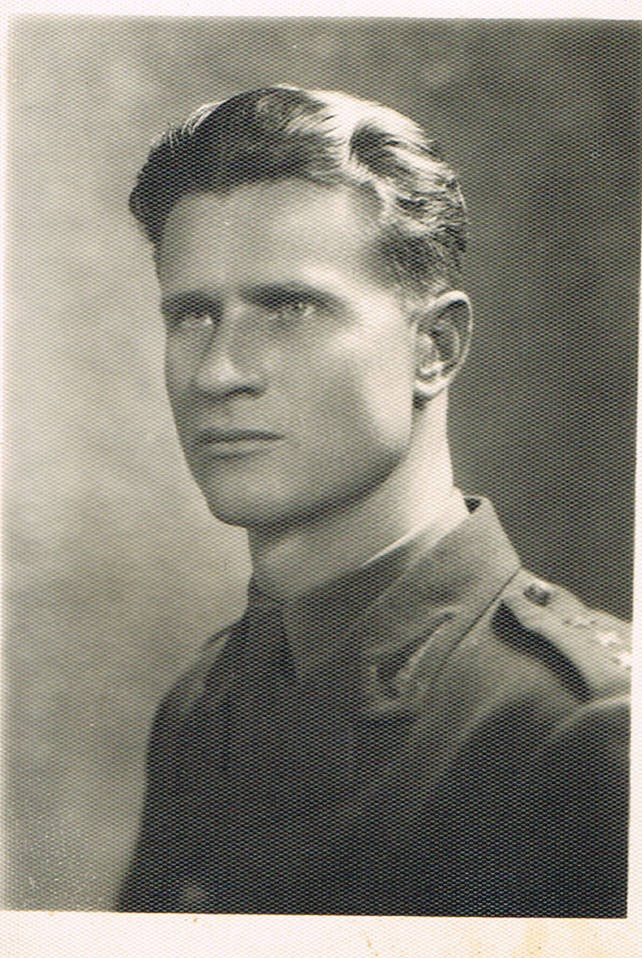
Kpt. Władysław Iwanowski

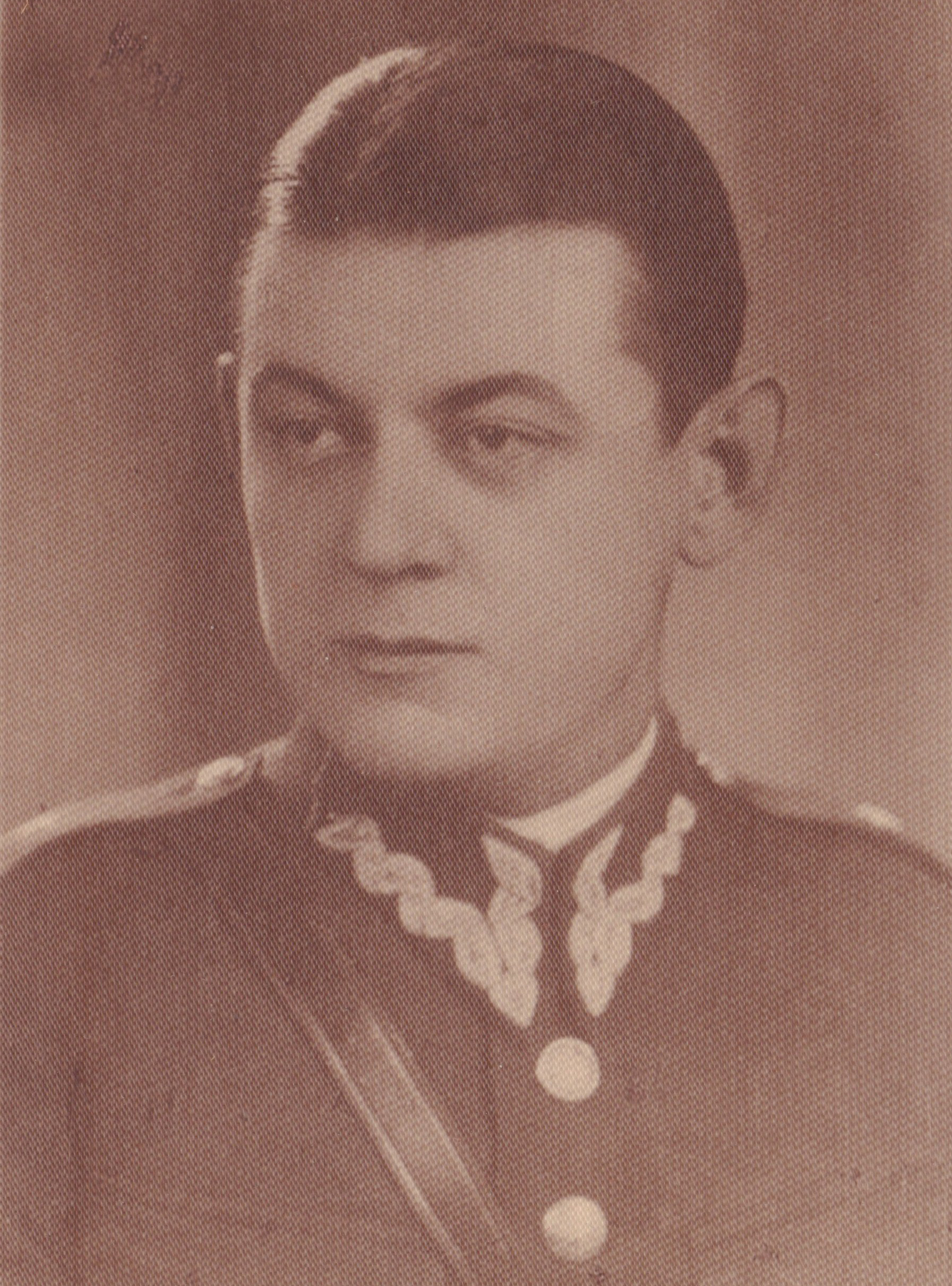
Ppor. Marian Bartosiński jako oficer 14 pułku piechoty. We wrześniu 1939, już w stopniu porucznika, dowodził 1 plutonem w 92 Samodzielnej Kompanii Czołgów Rozpoznawczych.

92 Samodzielna Kompania Czołgów Rozpoznawczych – pancerny pododdział rozpoznawczy Wojska Polskiego w  II Rzeczypospolitej.
Kompania nie występowała w pokojowej organizacji wojska. Została sformowana w dniach 24–26 marca 1939 w Brześciu w grupie jednostek oznaczonych kolorem czerwonym z przeznaczeniem dla Armii „Łódź” – 10 Dywizja Piechoty. Jednostką mobilizującą był 4 batalion pancerny.
Na wyposażeniu posiadała 13 czołgów rozpoznawczych TK-3 uzbrojonych w 7,92 mm ckm.

## 92 skczr w kampanii 1939

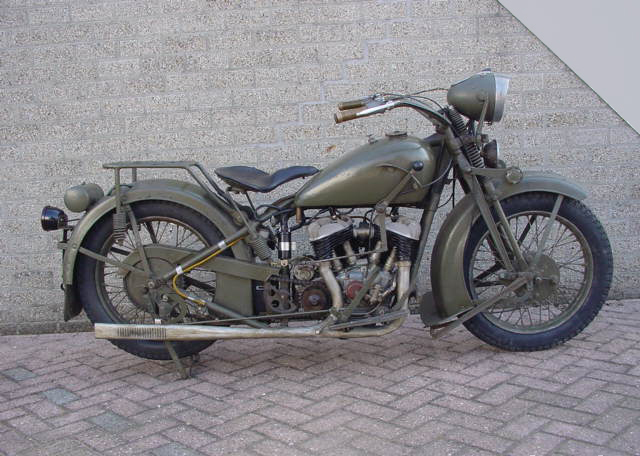
Motocykl Sokół 1000

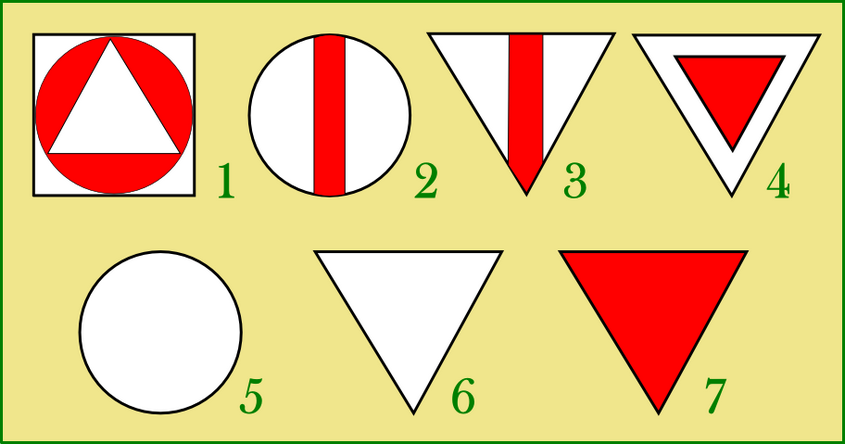
Znaki taktyczne malowane na czołgach lekkich i rozpoznawczych

27 marca kompania została załadowana na wagony w Brześciu, przewieziona i rozładowana na stacji Łask. Następnie przemaszerowała do Teofilowa nad Widawką, gdzie w następnych miesiącach odbyła szereg ćwiczeń w zakresie współdziałania z innymi rodzajami broni. Podlegała dowódcy 30 Dywizji Piechoty. W lipcu kompanię przesunięto do Czarnożył na południe od Wielunia i podporządkowano 10 Dywizji Piechoty. 26 sierpnia kompania przybyła do Wieruszowa. W ostatnich dniach przed wojną wcielono ją do Oddziału Wydzielonego nr 2 płk. dypl. Jerzego Grobickiego i wysłano do majątku koło wsi Biała Rządowa.
Działania bojowe
O świcie 1 września 1939 wraz z kompanią kolarzy ON z Sieradzkiej Brygady ON, kompania zajęła stanowiska na prawym skrzydle obrony zgrupowania. Już około 6:00 czołgiści skutecznie ostrzelali grupę niemieckich żołnierzy. Po południu kompania przeprowadziła kontratak na podchodzące pod Wieruszów pododdziały niemieckiej 17 DP, utraciła w tej walce 2 poległych i 2 rannych żołnierzy. Wieczorem kompania opóźniała marsz niemieckiego zmotoryzowanego pułku SS "Leibstandarte Adolf Hitler" z Wieruszowa na Sokolniki. 2 września, aż do wieczora czołgiści bronili się na zachodnim skraju Lututowa i Klonowej. Zabezpieczając odwrót Grupy płk. Grobickiego. W nocy podczas luzowania, pojazdy kompanii zostały omyłkowo ostrzelane przez placówkę piechoty, ranny został jeden podoficer. 3 września pododdział wycofał się wraz z Grupą płk. dypl. Jerzego Grobickiego na Dębołękę, a wieczorem przeszedł mostem między Chojną a Beleniem na wschodni brzeg Warty, przeprowadził 12 czołgów TK-3. 4 września miejsce postoju 92 skczr zostało ostrzelane przez niemiecką artylerię z uwagi na powyższe kompania ześrodkowała się w folwarku Adamów pod Zduńską Wolą. Tu dowódca 10 DP przydzielił 92 i 32 kompanię czołgów do 1 pułku kawalerii KOP, stanowiącego odwód dywizji. 5 września 1 pułk kawalerii KOP kilkakrotnie kontratakował niemiecki przyczółek utworzony przez niemiecką 17 DP w rejonie Bielenia. 92 skczr wczesnym rankiem przeprowadziła bezskuteczny wypad na oddziały niemieckiego 21 pp. Od godz. 10.00 92 kompania wspólnie z 32 skczr wspomagały II Wieluński batalion ON atakujący dominujący punkt terenowy - wzgórze 183, ponosząc dotkliwe straty. Ukazanie się polskich czołgów wywołało chwilową panikę w szeregach niemieckiego 21 pp z uwagi na brak na przyczółku niemieckich armat przeciwpancernych. Czołgi obu kompanii powstrzymał ostrzał artylerii niemieckiej zza Warty i ogień broni maszynowej amunicją ppanc. Po południu oddziały oblegające przyczółek wycofały się. 92 skczr wycofała się w kierunku południowym nawiązując współdziałanie bojowe z 4 pułkiem piechoty Legionów. Współdziałała z nim, tocząc potyczki z podchodzącymi niemieckimi pododdziałami w rejonie Zduńskiej Woli. Pod koniec dnia wycofała się do Łasku. 6 września wspierając 4 pp Leg. 92 skczr wraz z 101 kompanią kolarzy na przedmieściach Zduńskiej Woli wykonały szereg przeciwuderzeń na podchodzące pod miasto pododdziały niemieckiej 18 DP. Czołgiści z pododdziałami 4 pp Leg. i kolarzami utrzymali miasto do godzin wieczornych. W trakcie tych walk 92 kompania utraciła 2 czołgi TK-3. Nocą kompania wycofała się w kierunku Lutomierska. 7 września kompania odjechała do Zgierza, osłaniając wycofanie się 28 pułku piechoty Strzelców Kaniowskich w kierunku Strykowa. Patrol dwóch czołgów uratował żołnierzy z plutonu kolarzy 6 pułku strzelców konnych atakowanych przez przeważające pododdziały niemieckie. Nocą 7/8 września kompania dojechała do wsi Krępa, gdzie z dowództwa 10 DP otrzymała rozkaz utrzymania miejscowości i przejścia pod wiaduktem kolejowym, 92 kompania osłaniała powierzony obiekt terenowy do końca dnia. 92 skczr wieczorem otrzymała z dowództwa 10 DP rozkaz marszu do Warszawy, objeżdżając zator taborów w Wiskitkach kompania pojechała w kierunku Błonia. W okolicach Błonia kompania stoczyła nocną potyczkę z dywersantami otwierając drogę zablokowanym pododdziałom. Rano 9 września 92 kompania dotarła do Warszawy, w trakcie bombardowania utracono dwa czołgi i samochód, poległ ppor. Czarkowski i dwóch strzelców pancernych wielu zostało rannych. Po pobraniu paliwa kompania odjechała do lasów w okolicy Miłosnej, a następnie w lasy koło Sulejówka, gdzie przystąpiono do napraw i przeglądów sprzętu. W dniach 9-11 września do Brześcia pojechał kpt. Iwanowski po części zamienne do pojazdów. 92 skczr pod dowództwem kpt. Iwanowskiego na skutek nieprecyzyjnego rozkazu z 10 DP, odjechała nocą 11/12 września przez Łuków do Radzynia. W trakcie marszu coraz prymitywniejszymi drogami zużyte czołgi i inne pojazdy holowano. Powodowało to dalsze zwiększone zużycie pojazdów i paliwa. 13 września kpt. W. Iwanowski podjął decyzję o ukryciu w lesie niedaleko wsi Kołacze pozostałych czołgów i uszkodzonych samochodów, maskując je. Po przywiezieniu z Chełma paliwa wszystkie sprawne samochody i motocykle odjechały przez Włodawę, Kowel, Łuck i Równe na południowy wschód kraju. 17 września kompania przejechała z Krzemieńca do Tarnopola, gdzie zatrzymana została przez sowieckie czołówki pancerne. Żołnierzy rozbrojono i zamknięto w pobliskich budynkach, w trakcie gdy wybuchła strzelanina większość żołnierzy wsiadła do samochodów i odjechała w kierunku granicy rumuńskiej. Ponownie jednostki sowieckie zatrzymały kolumnę kompanii rekwirując jej pojazdy. Pieszo bez broni żołnierze zostali zatrzymani przez ukraińskie bojówki i zostali obrabowani z oporządzenia i umundurowania. Część z żołnierzy przedzierając się dotarła do granicy węgierskiej.

## Obsada personalna
Obsada w dniu 1 września 1939:
- dowódca kompanii – kpt. Władysław Iwanowski († w 1944 pod Monte Cassino)
- dowódca 1 plutonu – por. Marian Bartosiński († w 1944 w Belgii)
- dowódca 2 plutonu – ppor. rez. Jerzy Czarkowski(† 10 IX 1939)
- dowódca plutonu techniczno-gospodarczego – por. Stanisław Bentkowski
- szef kompanii – plut. Antoni Klebaniuk[11]

## Skład kompanii
Poczet dowódcy
- gońcy motocyklowi
- drużyna łączności
  - patrole:

radiotelegraficzny
łączności z lotnictwem
- sekcja pionierów

Razem w dowództwie
1 oficer, 7 podoficerów, 21 szeregowców;
1 czołg, 1 samochód osobowo terenowy, 2 samochody z radiostacjami N.2, furgonetka, 4 motocykle.
2 x pluton czołgów
1 oficer, 7 podoficerów, 7 szeregowców
6 czołgów, 1 motocykl, przyczepa towarzysząca
pluton techniczno – gospodarczy
- drużyna techniczna
- drużyna gospodarcza
- załogi zapasowe
- tabor

Razem w plutonie
1 oficer, 13 podoficerów, 18 szeregowców
5 samochodów ciężarowych, samochód-warsztat, cysterna, 1 motocykl, transporter czołgów, 2 przyczepy na paliwo, kuchnia polowa